# Torta di tagliatelline
Torta di tagliatelline, di tagliolini o torta ricciola  è un dolce emiliano e romagnolo nato agli inizi del 1800, a base di sfoglia all'uovo farcita alternando tagliatelline fini a mandorle e zucchero.
Il comune di Molinella nel bolognese l'ha registrata come marchio De.Co. (denominazione comunale d'origine).
Questo dolce è diffuso nel ferrarese, bolognese e modenese.